# Take Me Home (One Direction)
Take Me Home is het tweede studioalbum van de Brits-Ierse boyband One Direction. Het werd in Nederland uitgebracht op 9 november 2012.
Het album werd van 23 februari 2013 tot en met 3 november 2013 gepromoot tijdens de Take Me Home Tour.

## Tracklist
| Nr. | Titel                    | Duur |
| --- | ------------------------ | ---- |
| 1.  | Live While We're Young   | 3:20 |
| 2.  | Kiss You                 | 3:03 |
| 3.  | Little Things            | 3:40 |
| 4.  | C'mon, C'mon             | 2:45 |
| 5.  | Last First Kiss          | 3:23 |
| 6.  | Heart Attack             | 2:56 |
| 7.  | Rock Me                  | 3:20 |
| 8.  | Change My Mind           | 3:32 |
| 9.  | I Would                  | 3:22 |
| 10. | Over Again               | 3:02 |
| 11. | Back For You             | 2:58 |
| 12. | They Don't Know About Us | 3:22 |
| 13. | Summer Love              | 3:28 |

| Nr. | Titel            | Duur |
| --- | ---------------- | ---- |
| 14. | She's Not Afraid | 3:11 |
| 15. | Loved You First  | 3:05 |
| 16. | Nobody Compares  | 3:31 |
| 17. | Still The One    | 3:03 |

## Hitnoteringen

### NederlandseAlbum Top 100
| Hitnotering (week 1 t/m 75): 17-11-2012 t/m 19-04-2014 Hitnotering (week 76 t/m 80): 03-05-2014 t/m 31-05-2014 Hitnotering (week 81 t/m 82): 05-07-2014 t/m 12-07-2014 Hitnotering (week 83): 26-07-2014 Hitnotering (week 84): 09-08-2014 Hitnotering (week 85): 10-01-2015 | Hitnotering (week 1 t/m 75): 17-11-2012 t/m 19-04-2014 Hitnotering (week 76 t/m 80): 03-05-2014 t/m 31-05-2014 Hitnotering (week 81 t/m 82): 05-07-2014 t/m 12-07-2014 Hitnotering (week 83): 26-07-2014 Hitnotering (week 84): 09-08-2014 Hitnotering (week 85): 10-01-2015 | Hitnotering (week 1 t/m 75): 17-11-2012 t/m 19-04-2014 Hitnotering (week 76 t/m 80): 03-05-2014 t/m 31-05-2014 Hitnotering (week 81 t/m 82): 05-07-2014 t/m 12-07-2014 Hitnotering (week 83): 26-07-2014 Hitnotering (week 84): 09-08-2014 Hitnotering (week 85): 10-01-2015 | Hitnotering (week 1 t/m 75): 17-11-2012 t/m 19-04-2014 Hitnotering (week 76 t/m 80): 03-05-2014 t/m 31-05-2014 Hitnotering (week 81 t/m 82): 05-07-2014 t/m 12-07-2014 Hitnotering (week 83): 26-07-2014 Hitnotering (week 84): 09-08-2014 Hitnotering (week 85): 10-01-2015 | Hitnotering (week 1 t/m 75): 17-11-2012 t/m 19-04-2014 Hitnotering (week 76 t/m 80): 03-05-2014 t/m 31-05-2014 Hitnotering (week 81 t/m 82): 05-07-2014 t/m 12-07-2014 Hitnotering (week 83): 26-07-2014 Hitnotering (week 84): 09-08-2014 Hitnotering (week 85): 10-01-2015 | Hitnotering (week 1 t/m 75): 17-11-2012 t/m 19-04-2014 Hitnotering (week 76 t/m 80): 03-05-2014 t/m 31-05-2014 Hitnotering (week 81 t/m 82): 05-07-2014 t/m 12-07-2014 Hitnotering (week 83): 26-07-2014 Hitnotering (week 84): 09-08-2014 Hitnotering (week 85): 10-01-2015 | Hitnotering (week 1 t/m 75): 17-11-2012 t/m 19-04-2014 Hitnotering (week 76 t/m 80): 03-05-2014 t/m 31-05-2014 Hitnotering (week 81 t/m 82): 05-07-2014 t/m 12-07-2014 Hitnotering (week 83): 26-07-2014 Hitnotering (week 84): 09-08-2014 Hitnotering (week 85): 10-01-2015 | Hitnotering (week 1 t/m 75): 17-11-2012 t/m 19-04-2014 Hitnotering (week 76 t/m 80): 03-05-2014 t/m 31-05-2014 Hitnotering (week 81 t/m 82): 05-07-2014 t/m 12-07-2014 Hitnotering (week 83): 26-07-2014 Hitnotering (week 84): 09-08-2014 Hitnotering (week 85): 10-01-2015 | Hitnotering (week 1 t/m 75): 17-11-2012 t/m 19-04-2014 Hitnotering (week 76 t/m 80): 03-05-2014 t/m 31-05-2014 Hitnotering (week 81 t/m 82): 05-07-2014 t/m 12-07-2014 Hitnotering (week 83): 26-07-2014 Hitnotering (week 84): 09-08-2014 Hitnotering (week 85): 10-01-2015 | Hitnotering (week 1 t/m 75): 17-11-2012 t/m 19-04-2014 Hitnotering (week 76 t/m 80): 03-05-2014 t/m 31-05-2014 Hitnotering (week 81 t/m 82): 05-07-2014 t/m 12-07-2014 Hitnotering (week 83): 26-07-2014 Hitnotering (week 84): 09-08-2014 Hitnotering (week 85): 10-01-2015 | Hitnotering (week 1 t/m 75): 17-11-2012 t/m 19-04-2014 Hitnotering (week 76 t/m 80): 03-05-2014 t/m 31-05-2014 Hitnotering (week 81 t/m 82): 05-07-2014 t/m 12-07-2014 Hitnotering (week 83): 26-07-2014 Hitnotering (week 84): 09-08-2014 Hitnotering (week 85): 10-01-2015 | Hitnotering (week 1 t/m 75): 17-11-2012 t/m 19-04-2014 Hitnotering (week 76 t/m 80): 03-05-2014 t/m 31-05-2014 Hitnotering (week 81 t/m 82): 05-07-2014 t/m 12-07-2014 Hitnotering (week 83): 26-07-2014 Hitnotering (week 84): 09-08-2014 Hitnotering (week 85): 10-01-2015 | Hitnotering (week 1 t/m 75): 17-11-2012 t/m 19-04-2014 Hitnotering (week 76 t/m 80): 03-05-2014 t/m 31-05-2014 Hitnotering (week 81 t/m 82): 05-07-2014 t/m 12-07-2014 Hitnotering (week 83): 26-07-2014 Hitnotering (week 84): 09-08-2014 Hitnotering (week 85): 10-01-2015 | Hitnotering (week 1 t/m 75): 17-11-2012 t/m 19-04-2014 Hitnotering (week 76 t/m 80): 03-05-2014 t/m 31-05-2014 Hitnotering (week 81 t/m 82): 05-07-2014 t/m 12-07-2014 Hitnotering (week 83): 26-07-2014 Hitnotering (week 84): 09-08-2014 Hitnotering (week 85): 10-01-2015 | Hitnotering (week 1 t/m 75): 17-11-2012 t/m 19-04-2014 Hitnotering (week 76 t/m 80): 03-05-2014 t/m 31-05-2014 Hitnotering (week 81 t/m 82): 05-07-2014 t/m 12-07-2014 Hitnotering (week 83): 26-07-2014 Hitnotering (week 84): 09-08-2014 Hitnotering (week 85): 10-01-2015 | Hitnotering (week 1 t/m 75): 17-11-2012 t/m 19-04-2014 Hitnotering (week 76 t/m 80): 03-05-2014 t/m 31-05-2014 Hitnotering (week 81 t/m 82): 05-07-2014 t/m 12-07-2014 Hitnotering (week 83): 26-07-2014 Hitnotering (week 84): 09-08-2014 Hitnotering (week 85): 10-01-2015 | Hitnotering (week 1 t/m 75): 17-11-2012 t/m 19-04-2014 Hitnotering (week 76 t/m 80): 03-05-2014 t/m 31-05-2014 Hitnotering (week 81 t/m 82): 05-07-2014 t/m 12-07-2014 Hitnotering (week 83): 26-07-2014 Hitnotering (week 84): 09-08-2014 Hitnotering (week 85): 10-01-2015 | Hitnotering (week 1 t/m 75): 17-11-2012 t/m 19-04-2014 Hitnotering (week 76 t/m 80): 03-05-2014 t/m 31-05-2014 Hitnotering (week 81 t/m 82): 05-07-2014 t/m 12-07-2014 Hitnotering (week 83): 26-07-2014 Hitnotering (week 84): 09-08-2014 Hitnotering (week 85): 10-01-2015 | Hitnotering (week 1 t/m 75): 17-11-2012 t/m 19-04-2014 Hitnotering (week 76 t/m 80): 03-05-2014 t/m 31-05-2014 Hitnotering (week 81 t/m 82): 05-07-2014 t/m 12-07-2014 Hitnotering (week 83): 26-07-2014 Hitnotering (week 84): 09-08-2014 Hitnotering (week 85): 10-01-2015 | Hitnotering (week 1 t/m 75): 17-11-2012 t/m 19-04-2014 Hitnotering (week 76 t/m 80): 03-05-2014 t/m 31-05-2014 Hitnotering (week 81 t/m 82): 05-07-2014 t/m 12-07-2014 Hitnotering (week 83): 26-07-2014 Hitnotering (week 84): 09-08-2014 Hitnotering (week 85): 10-01-2015 |
| Week: | 1 | 2 | 3 | 4 | 5 | 6 | 7 | 8 | 9 | 10 | 11 | 12 | 13 | 14 | 15 | 16 | 17 | 18 | 19 |
| --- | --- | --- | --- | --- | --- | --- | --- | --- | --- | --- | --- | --- | --- | --- | --- | --- | --- | --- | --- |
| Positie: | 1 | 3 | 4 | 3 | 12 | 9 | 8 | 9 | 11 | 12 | 13 | 15 | 16 | 15 | 15 | 19 | 18 | 18 | 15 |
| Week: | 20 | 21 | 22 | 23 | 24 | 25 | 26 | 27 | 28 | 29 | 30 | 31 | 32 | 33 | 34 | 35 | 36 | 37 | 38 |
| Positie: | 17 | 18 | 22 | 25 | 21 | 11 | 11 | 26 | 31 | 32 | 39 | 39 | 45 | 35 | 24 | 20 | 29 | 25 | 21 |
| Week: | 39 | 40 | 41 | 42 | 43 | 44 | 45 | 46 | 47 | 48 | 49 | 50 | 51 | 52 | 53 | 54 | 55 | 56 | 57 |
| Positie: | 21 | 21 | 24 | 23 | 18 | 38 | 38 | 41 | 35 | 46 | 44 | 40 | 58 | 53 | 50 | 39 | 17 | 17 | 40 |
| Week: | 58 | 59 | 60 | 61 | 62 | 63 | 64 | 65 | 66 | 67 | 68 | 69 | 70 | 71 | 72 | 73 | 74 | 75 | |
| Positie: | 31 | 32 | 24 | 24 | 27 | 30 | 43 | 50 | 47 | 56 | 38 | 60 | 52 | 89 | 71 | 82 | 78 | 85 | uit |
| Week: | 76 | 77 | 78 | 79 | 80 | | 81 | 82 | | 83 | | 84 | | 85 | | | | | |
| Positie: | 85 | 86 | 98 | 90 | 92 | uit | 70 | 77 | uit | 84 | uit | 84 | uit | 100 | uit | | | | |

### VlaamseUltratop 200Albums
| Hitnotering: 17-11-2012 t/m 02-11-2013 | Hitnotering: 17-11-2012 t/m 02-11-2013 | Hitnotering: 17-11-2012 t/m 02-11-2013 | Hitnotering: 17-11-2012 t/m 02-11-2013 | Hitnotering: 17-11-2012 t/m 02-11-2013 | Hitnotering: 17-11-2012 t/m 02-11-2013 | Hitnotering: 17-11-2012 t/m 02-11-2013 | Hitnotering: 17-11-2012 t/m 02-11-2013 | Hitnotering: 17-11-2012 t/m 02-11-2013 | Hitnotering: 17-11-2012 t/m 02-11-2013 | Hitnotering: 17-11-2012 t/m 02-11-2013 | Hitnotering: 17-11-2012 t/m 02-11-2013 | Hitnotering: 17-11-2012 t/m 02-11-2013 | Hitnotering: 17-11-2012 t/m 02-11-2013 | Hitnotering: 17-11-2012 t/m 02-11-2013 | Hitnotering: 17-11-2012 t/m 02-11-2013 | Hitnotering: 17-11-2012 t/m 02-11-2013 | Hitnotering: 17-11-2012 t/m 02-11-2013 | Hitnotering: 17-11-2012 t/m 02-11-2013 |
| Week:                                  | 1                                      | 2                                      | 3                                      | 4                                      | 5                                      | 6                                      | 7                                      | 8                                      | 9                                      | 10                                     | 11                                     | 12                                     | 13                                     | 14                                     | 15                                     | 16                                     | 17                                     | 18                                     |
| -------------------------------------- | -------------------------------------- | -------------------------------------- | -------------------------------------- | -------------------------------------- | -------------------------------------- | -------------------------------------- | -------------------------------------- | -------------------------------------- | -------------------------------------- | -------------------------------------- | -------------------------------------- | -------------------------------------- | -------------------------------------- | -------------------------------------- | -------------------------------------- | -------------------------------------- | -------------------------------------- | -------------------------------------- |
| Positie:                               | 1                                      | 2                                      | 3                                      | 4                                      | 6                                      | 17                                     | 10                                     | 15                                     | 7                                      | 15                                     | 12                                     | 8                                      | 14                                     | 14                                     | 16                                     | 27                                     | 25                                     | 30                                     |
| Week:                                  | 19                                     | 20                                     | 21                                     | 22                                     | 23                                     | 24                                     | 25                                     | 26                                     | 27                                     | 28                                     | 29                                     | 30                                     | 31                                     | 32                                     | 33                                     | 34                                     | 35                                     | 36                                     |
| Positie:                               | 22                                     | 27                                     | 18                                     | 21                                     | 21                                     | 28                                     | 29                                     | 11                                     | 13                                     | 43                                     | 52                                     | 40                                     | 39                                     | 24                                     | 19                                     | 18                                     | 18                                     | 36                                     |
| Week:                                  | 37                                     | 38                                     | 39                                     | 40                                     | 41                                     | 42                                     | 43                                     | 44                                     | 45                                     | 46                                     | 47                                     | 48                                     | 49                                     | 50                                     | 51                                     |                                        |                                        |                                        |
| Positie:                               | 42                                     | 32                                     | 28                                     | 20                                     | 24                                     | 23                                     | 9                                      | 27                                     | 21                                     | 26                                     | 34                                     | 34                                     | 36                                     | 48                                     | 43                                     | uit                                    |                                        |                                        |